# Никола Начов
 Тази статия е за българският писател.  За българския просветен деец вижте Начо Начов.  
Никола Енев Начов е български писател, историк, библиограф и етнограф, академик.

## Биография
Роден на 20 септември 1859 г. в Калофер. От малък остава сирак. Отглеждат го дядо му чорбаджи Недьо Начоолу и вуйчо му Стойчо Бешикташлиев. След завършване на взаимното и на класното училище в родния си град и Габрово завършва Пловдивската гимназия. Вуйчо на писателката Яна Язова, която ползва капиталните му трудове „Калофер в миналото“ и др. при написване на трилогията си „Балкани“.
През 1885 г. участва в Сръбско-българската война в легиона на студентите.
Става учител в Перущица. От 1886 г. в продължение на пет години е учител в Земеделското училище в Садово. От 1891 г. е учител в София. На учителската професия Никола Начов отдава тридесет години от своя живот.
През 1904 г. основава Калоферската културно-просветна дружба в София. Член на Правописната комисия при Министерството на народното просвещение. Библиотекар в библиотеката на Софийския университет. Бил е признат за дописен член на Българското книжовно дружество през 1884 г. и по същото време получил дипломата си за средно образование.
По-късно, макар и със средно образование, през 1906 г. Никола Начов е избран за „действителен член на БКД“ (днес равносилно на „академик“ на БАН).
От 1917 г. е член на Съюза на българските учени, писатели и художници. От 1920 г. е член на книжовния комитет на Славянска беседа. От 1922 г. до 1928 г. е пазител на университетската библиотека.
Умира на 29 септември 1940 г. в София на 81-годишна възраст.

## Творчество
Пише пътеписи, поеми, разкази и повести, предимно на теми от българската история и народния бит.
Историческите му съчинения са на тема културният живот през Възраждането – „Калофер в миналото“ - издадена за първи път през 1927 г., „Цариград като културен център на българите до 1877“, „Хаджи Найден Йоанович“.
Автор е на учебници, библиографски проучвания, изследвания, студии, повести, биографии на видни калоферци и т.н. Съставя учебни помагала по геометрия, словесност, стихосложение.
Утвърждава научната библиография в България с трудовете си „Библиографически преглед на нашата математическа литература от самото и начало до края на 1886 г.“ – 1889, „Добавки и оправки към „Български книгопис за сто години“ – 1911, „Новобългарската книга и печатното дело у нас от 1806 до 1877“ – 1921 и др.
Систематизира наблюденията върху стихосложението на българските народни песни – „Екскурзия из нашата родна поезия“, „Студии върху стихосложението на нашите народни песни“, „Мара бяла българка в нашия народен епос“.
Автор е на езиковедски и етнографски изследвания – „За побратимството“, „Аджарски ръкопис“, биографии на Ботьо Петков и Христо Ботев.
Работи под псевдонима Нанчо Донкин.

## За него
- Язова, Яна. „Един от първите: Никола Начов“. // Училищен преглед, ХХХІХ, 1940, № 10, с. 1278-1292.
- Чолов, Петър Иванов. Български историци: Биографично-библиографски справочник. 2. прераб. и доп. изд. София: АИ Проф. Марин Дринов, 1999, 379 с. Никола Начов. с. 200.
- Иванова, Живка. „Живот, отдаден на българската книжнина“. // АБВ, № 7, 13 февруари 1990, с. 10.
Приносът на Никола Начов в българската история, литература и библиография.
- Кънчев, Славчо и др. „Никола Начов“ / С. Кънчев, Кънчо Пеевски. // Читалище, 1985, № 5, с. 28.
Литературна и библиографска дейност.
- Неделчева, Цветанка. „Никола Начов – разказвач и учен“. // Език и литература, 1980, № 1, с. 69–79.
- Рудински, Христо. „Енциклопедистът Никола Начов. 130 г. от рождението му“. // Учителско дело, № 36, 7 септември 1989, с. 5.
- Янев, Симеон. „Никола Начов и „Миналото на Калофер“. // Отечество, 1989, № 23, с. 37–38.
За книгата му „Калофер в миналото“.